# گیبسلاند (لوئیزیانا)
گیبسلاند (به انگلیسی: Gibsland) شهری در ایالت لوئیزیانا کشور ایالات متحده آمریکا است که جمعیت آن در سرشماری سال ۲۰۱۰ میلادی، ۹۷۹ نفر بوده‌است.